# گورستان امامزاده محمد
قبرستان امامزاده محمد مربوط به دوره قاجار است و در شهرستان فراشبند، بخش مرکزی، دهستان نوجین، روستای خوشاب، در جوار امامزاده محمد واقع شده و این اثر در تاریخ ۱۵ دی ۱۳۸۷ با شمارهٔ ثبت ۲۴۱۷۱ به‌عنوان یکی از آثار ملی ایران به ثبت رسیده است.